# アテネウム美術館
アテネウム美術館（アテネウムびじゅつかん、Ateneumin taidemuseo （フィンランド語））は、フィンランドのヘルシンキにあるフィンランド国立の美術館でヘルシンキ中央駅に近い広場（英語）に面している。フィンランド国立美術館 (英語版) を形成する3施設の1つとして国内最大の古典芸術のコレクションを収蔵する。建物は定礎以来、国立の美術アカデミー (英語版) ならびに芸術大学 (英語版) が使用しており、1991年以降、美術館が占有する。

## 沿革・概要
ヘルシンキ現代美術館やシネブリュコフ美術館とともにフィンランドを代表する美術館の一つで、建築家テオドル・ホイエルにより設計され1887年に完成した。国定文化遺産建築としてヘルシンキ市の中心部に位置している。

## 所蔵美術品
1750年代から1960年代以降のフィンランド作家を中心に扱っている。著名なものに、ヒューゴ・シンベリの「傷ついた天使」やヘレン・シャルフベックの「快復期」のような国民的作品がある。ゴッホの「オーヴェル＝シュル＝オワーズの通り」やポール・セザンヌの「エスタックの道路橋」などのフランス近代美術も所蔵している。
また民族叙情詩カレワラに取材したアクセリ・ガッレン＝カッレラの作品として、3連の画面を用いてキリスト教の祭壇画風に仕立てた乙女アイノの物語「アイノ」(英語版) (1891年) 、ピエタの構成を借りた1897年の「レミンカイネンの母」(英語版) も収蔵する。あるいはやはりカレワラの一節から発想した野焼きの作業「Raatajat rahanalaiset (Kaski)」(エーロ・ヤルネフェルト作1893年) なども展示される。

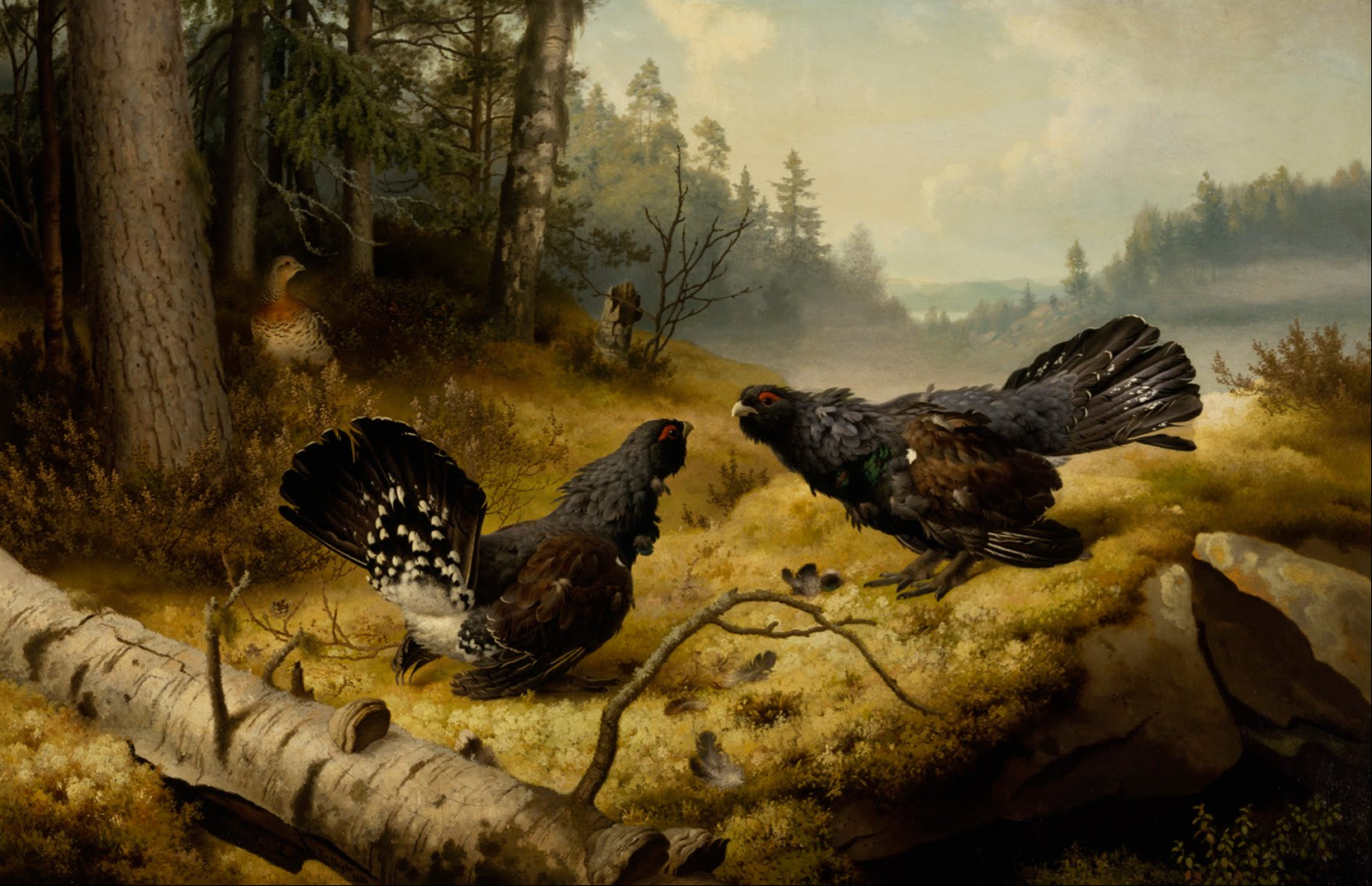
フェルディナンド・フォン・ライト作「闘う雷鳥」(1886年)
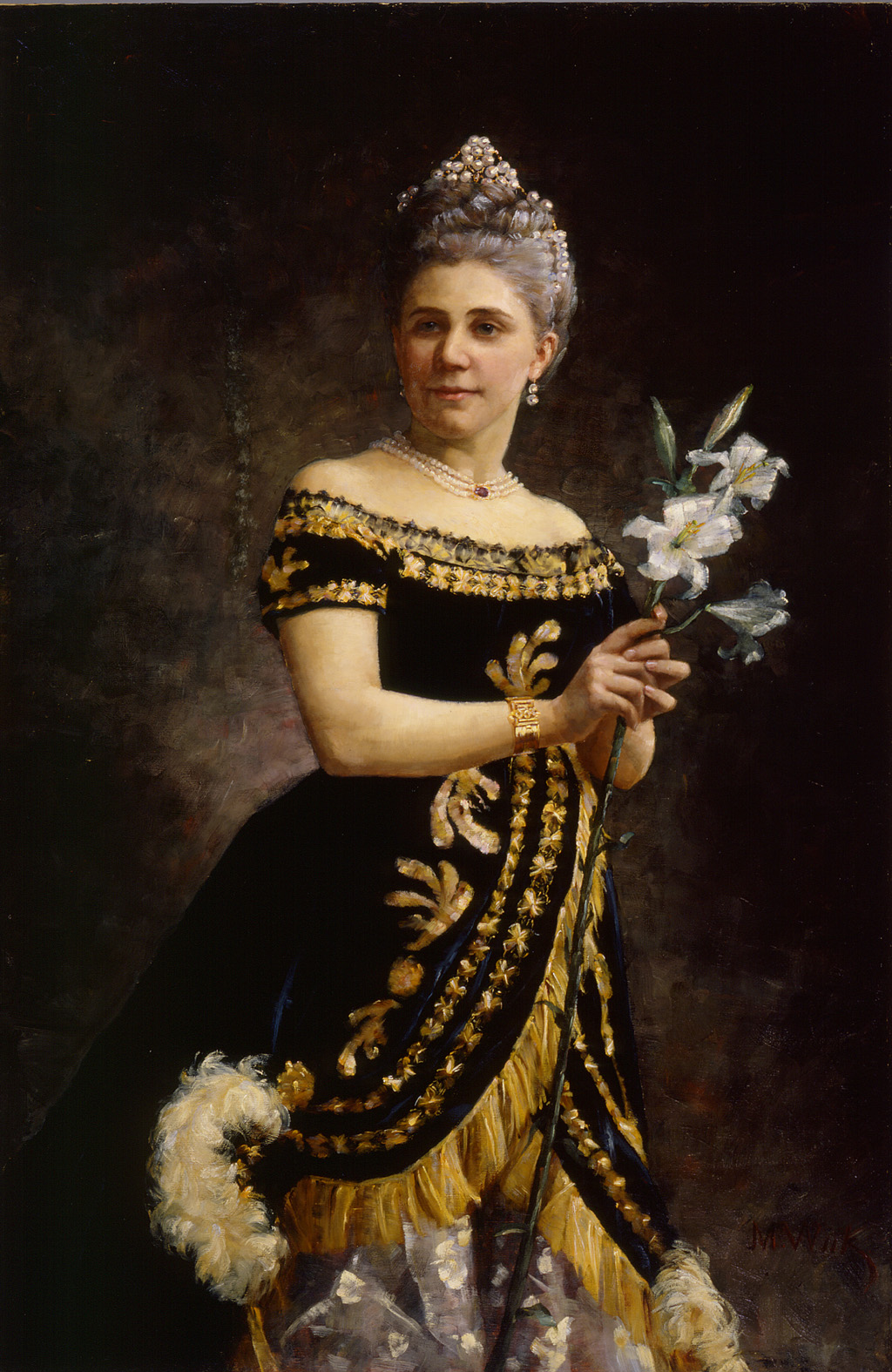
マリア・ヴィーク作、オペラ歌手 Ida Basilier （1887年）
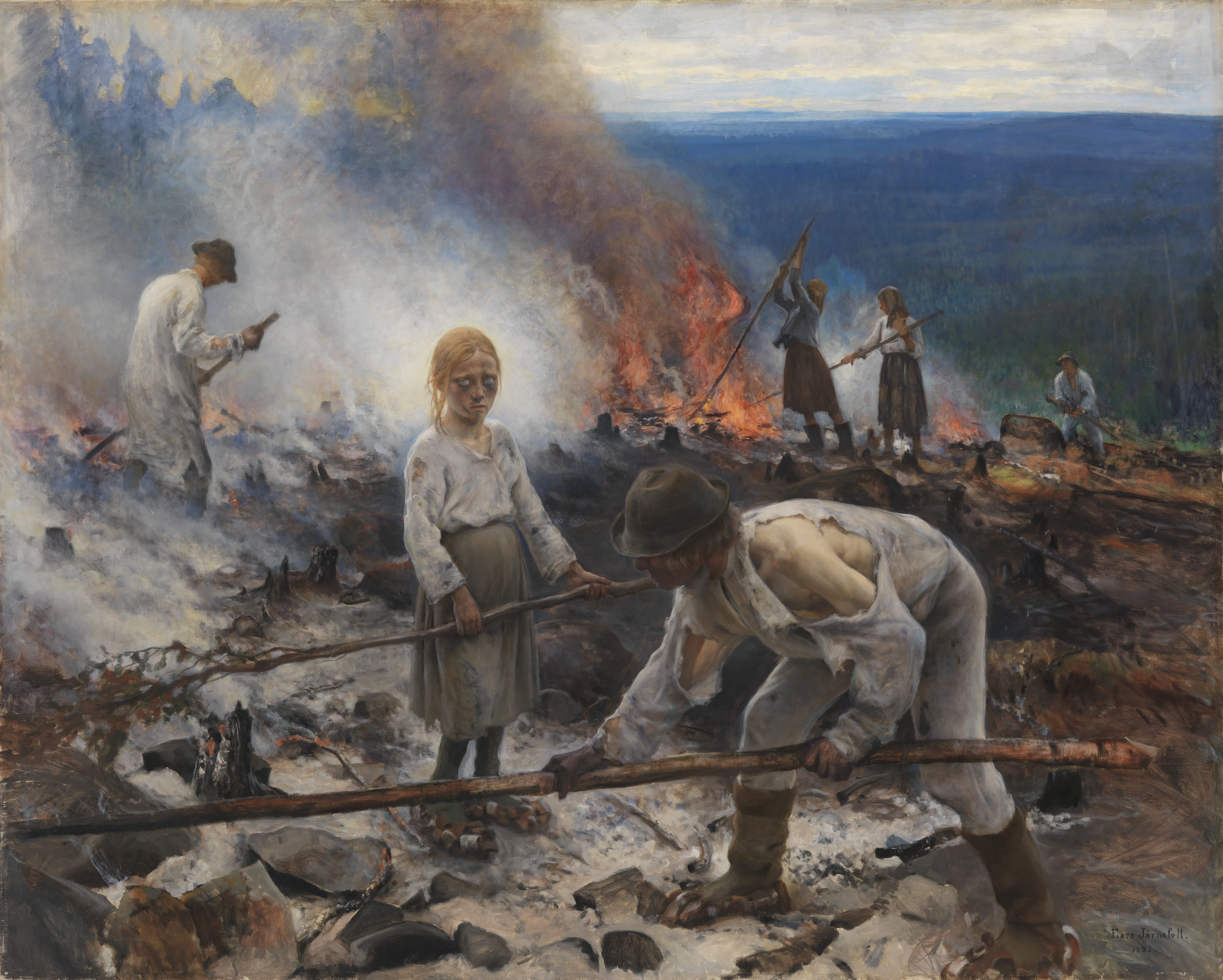
野焼きの場面を描いたエーロ・ヤルネフェルトの作品 (1893年)
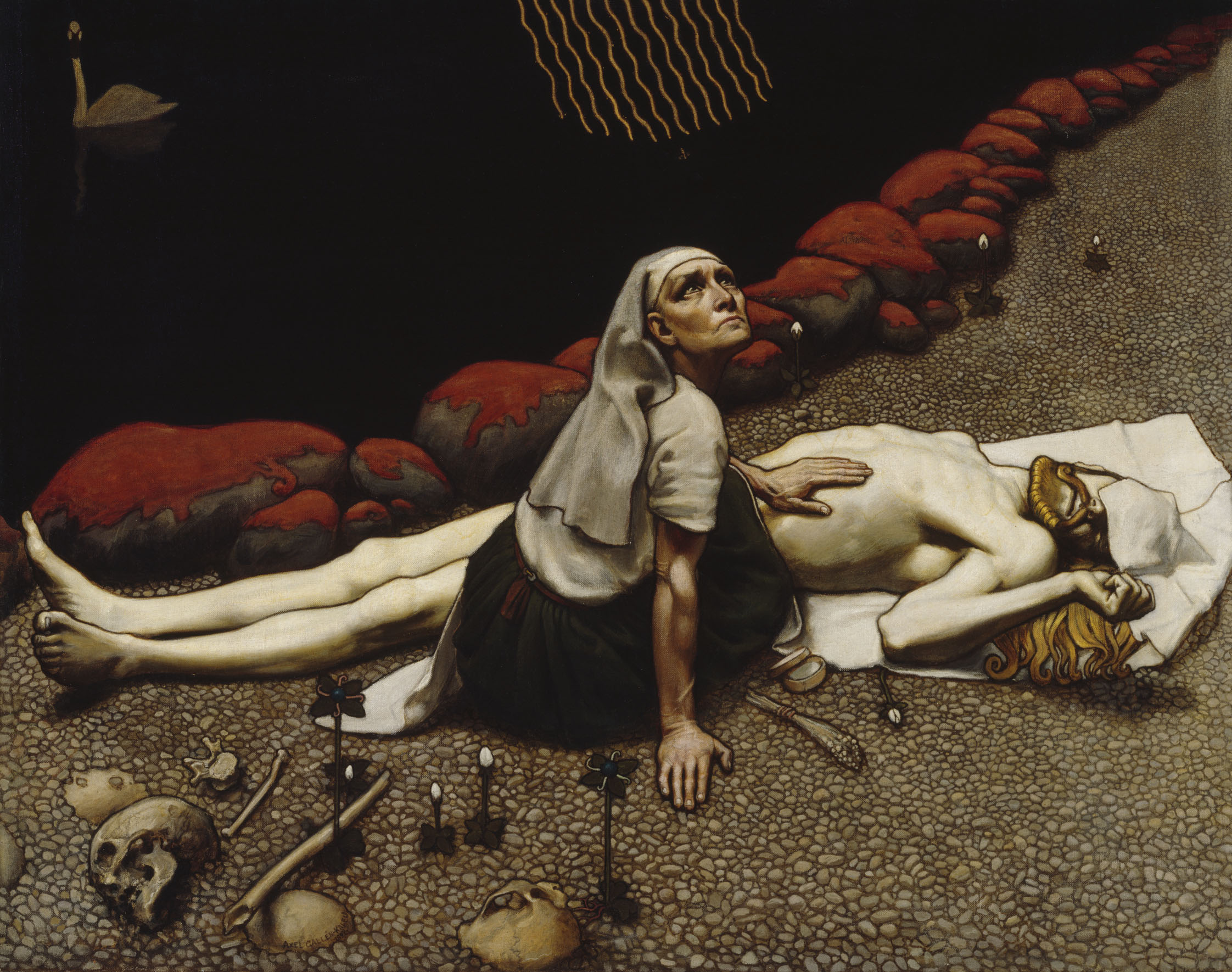
アクセリ・ガッレン＝カッレラ作「レミンカイネンの母」(1897年)
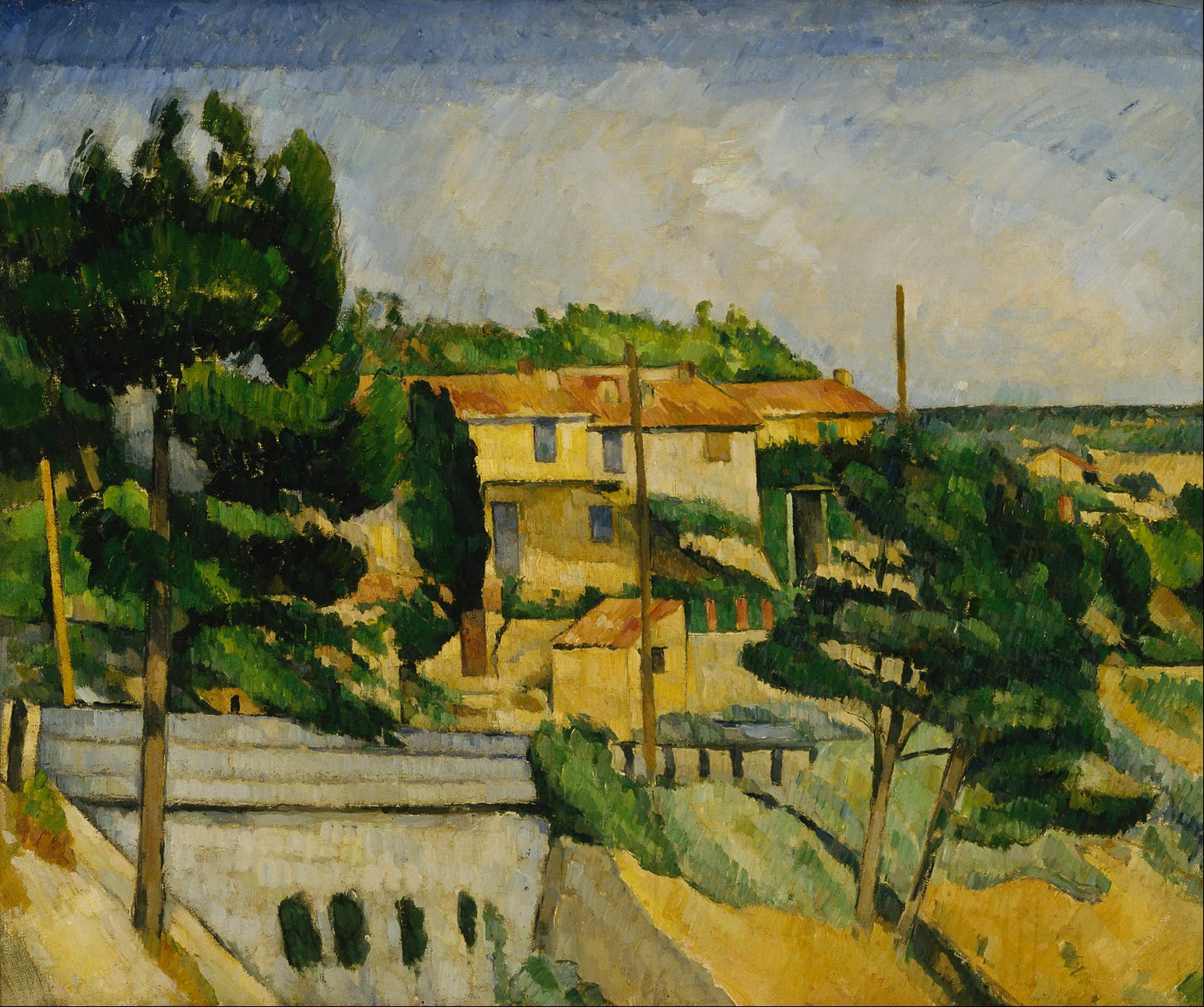
ポール・セザンヌ作「エスタックの道路橋、エスタック近くの高架橋」(1879年-1882年)[注釈 1]
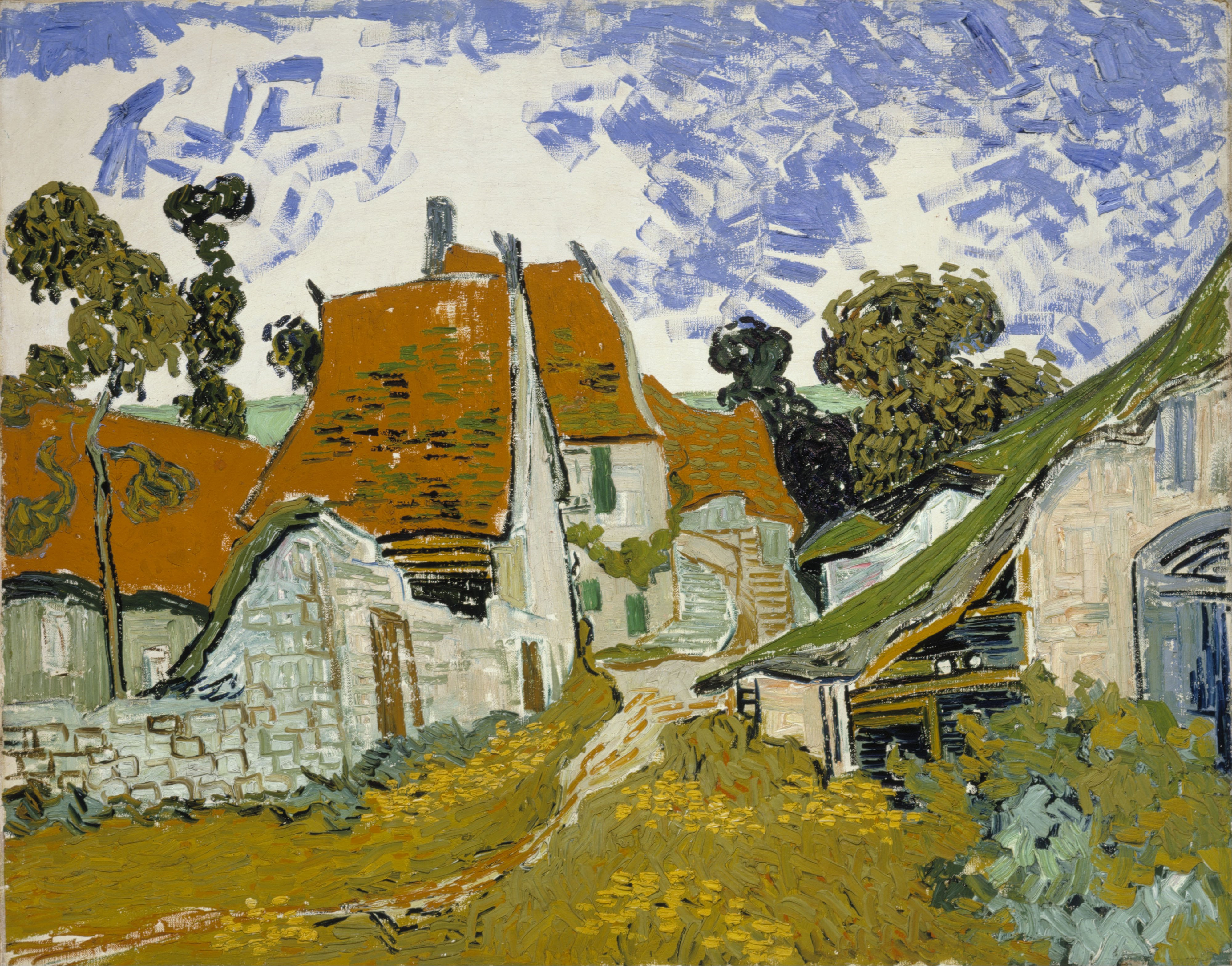
フィンセント・ファン・ゴッホ作「オーヴェル=シュル=オワーズの道」(1890年)[注釈 2]
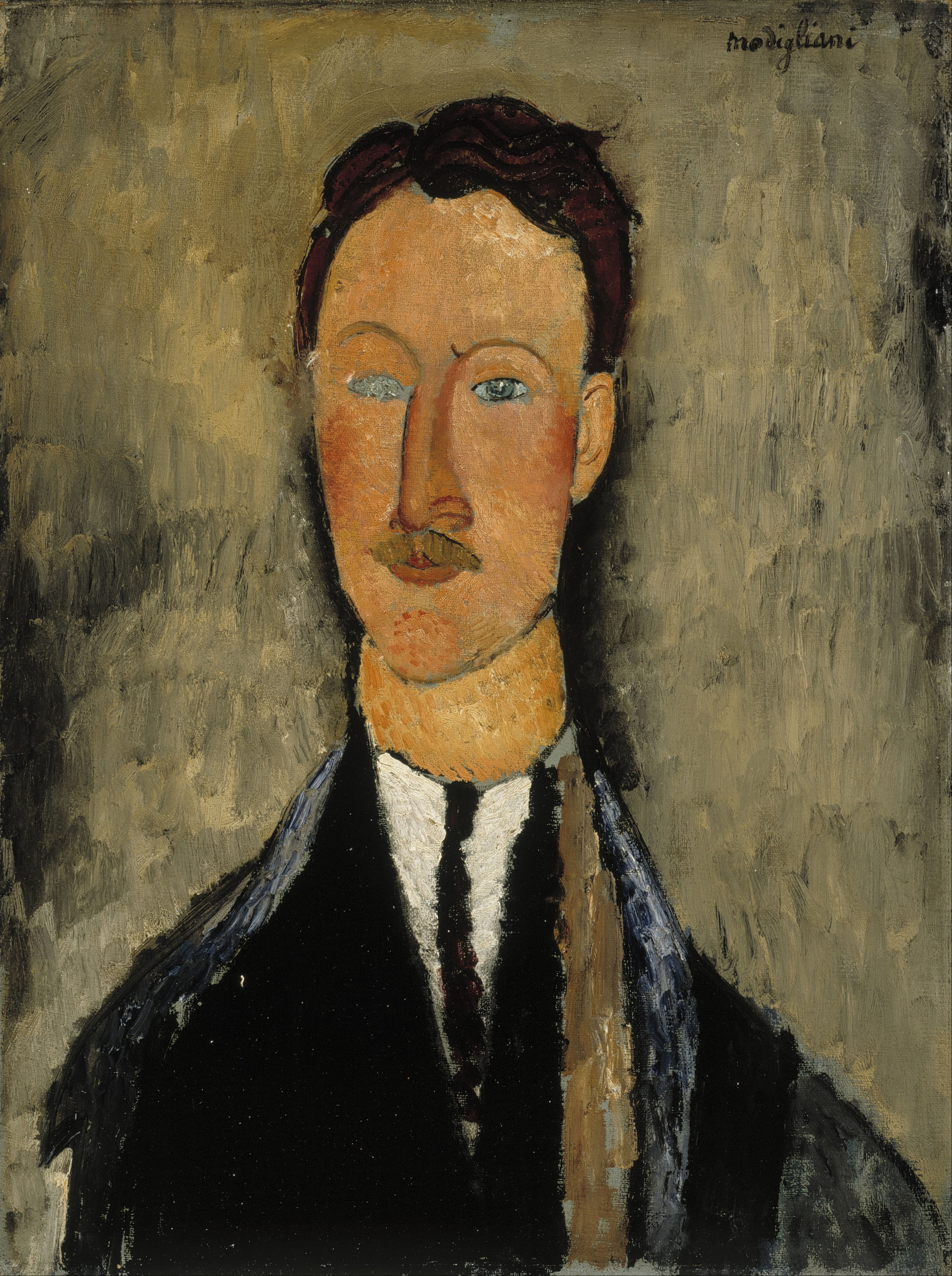
アメデオ・モディリアーニ作「画家レオポルド・シュルヴァージュの肖像」(1918年)[注釈 3]

## 建築

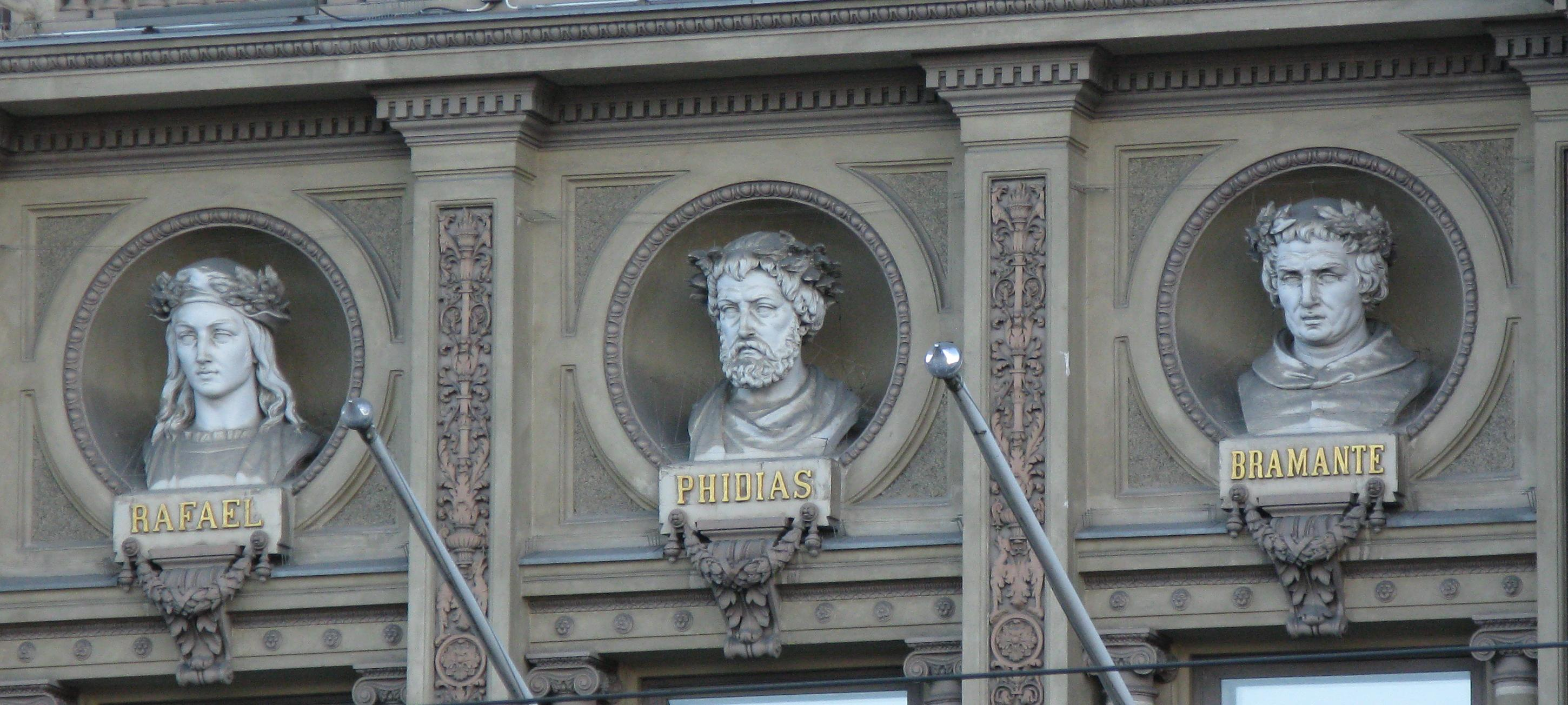
向かって左からラファエロ、ペイディアスおよびブラマンテの胸像

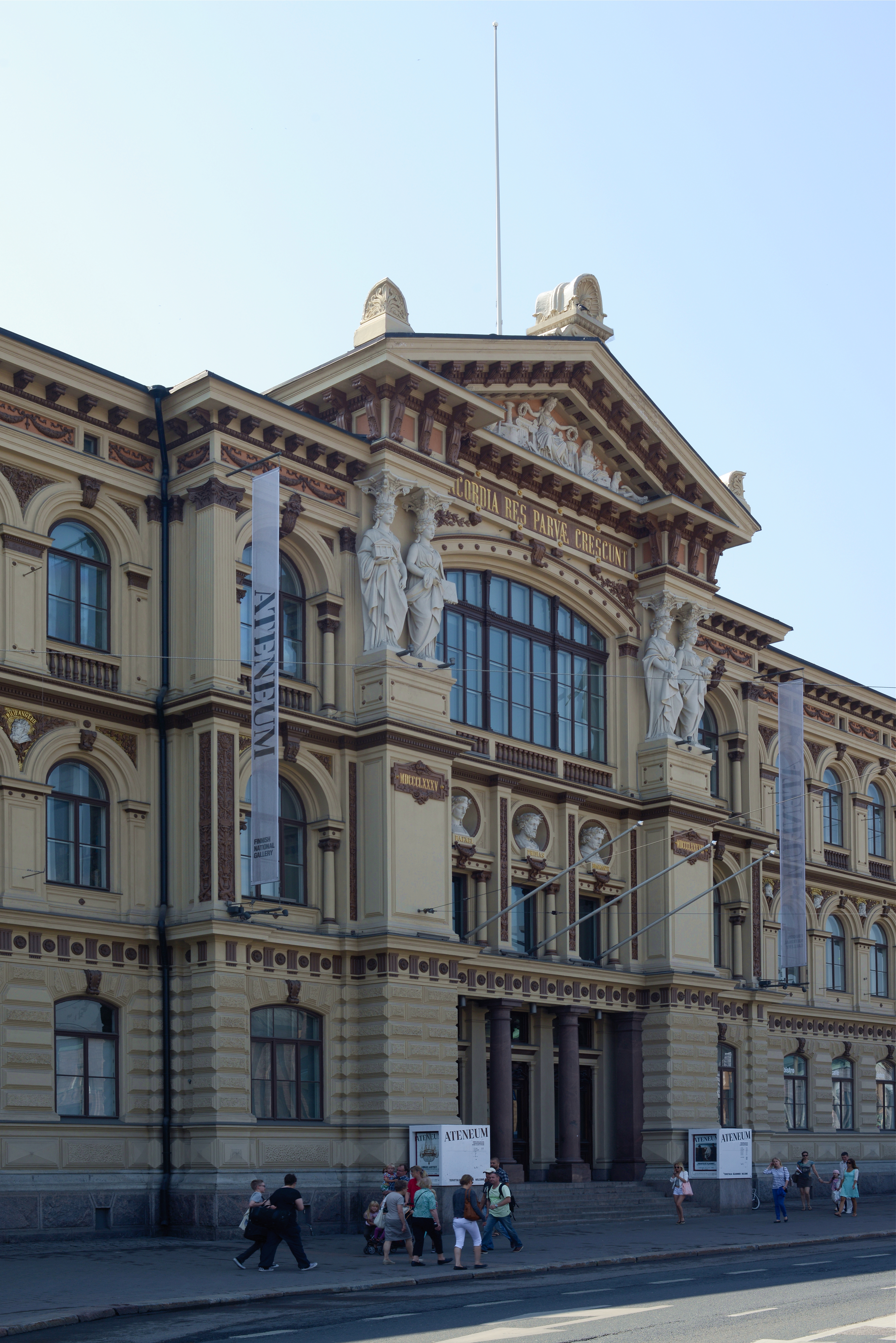
建物の中央部外観。ファサードの3階部分は、左右に合計4体の女性像を施したデザイン。 (2013年)

1887年に完成した美術館の建築設計は、テオドル・ホイエル Theodor Höijer が手がける。正面の装飾は彫像とレリーフを組み合わせ、それぞれに象徴がこめられている。たとえば正面玄関の2階部分に著名な古典様式の芸術家の胸像が3体配してあり、それぞれ建築家ブラマンテ、画家ラファエロ、彫刻家ペイディアスである。その上の3階ペディメントは女神をかたどった4本の柱が支え、それぞれ彫刻、絵画、幾何学、建築の4つの古典芸術を象徴する。
すべての彫像はCarl Eneas Sjöstrand (英語版) がデザインし、芸術の女神アテーナーの名前を冠した建物のテーマは、あらゆる形態の芸術作品を祝福する女神像をペディメントに掲げて集約する。2階の窓と窓の間に配した紋章型のレリーフは合計16個、制作はヴィッレ・ヴァルグレン Ville Vallgren による。画家のAleksander Lauréus (英語版) とWerner Holmberg (英語版)、建築家でドイツ出身のカール・ルードヴィッヒ・エンゲル (wikidata) (英語版) ほか、当時のフィンランドでもっとも著名な表現者をかたどった。
Concordia res parvae crescunt (英語版ウィクショナリー)

ペディメントの彫刻群の台座に刻まれた上記のラテン語の句は「団結は力なり」と訳すことができ、教訓「団結すると強いが、分裂すると弱い」の一部である。ヘルシンキ市民には、美術館設立に至るフィンランド芸術界の長く続いた戦いの道のりを指すと理解されている。

### 窓の間の紋章飾り

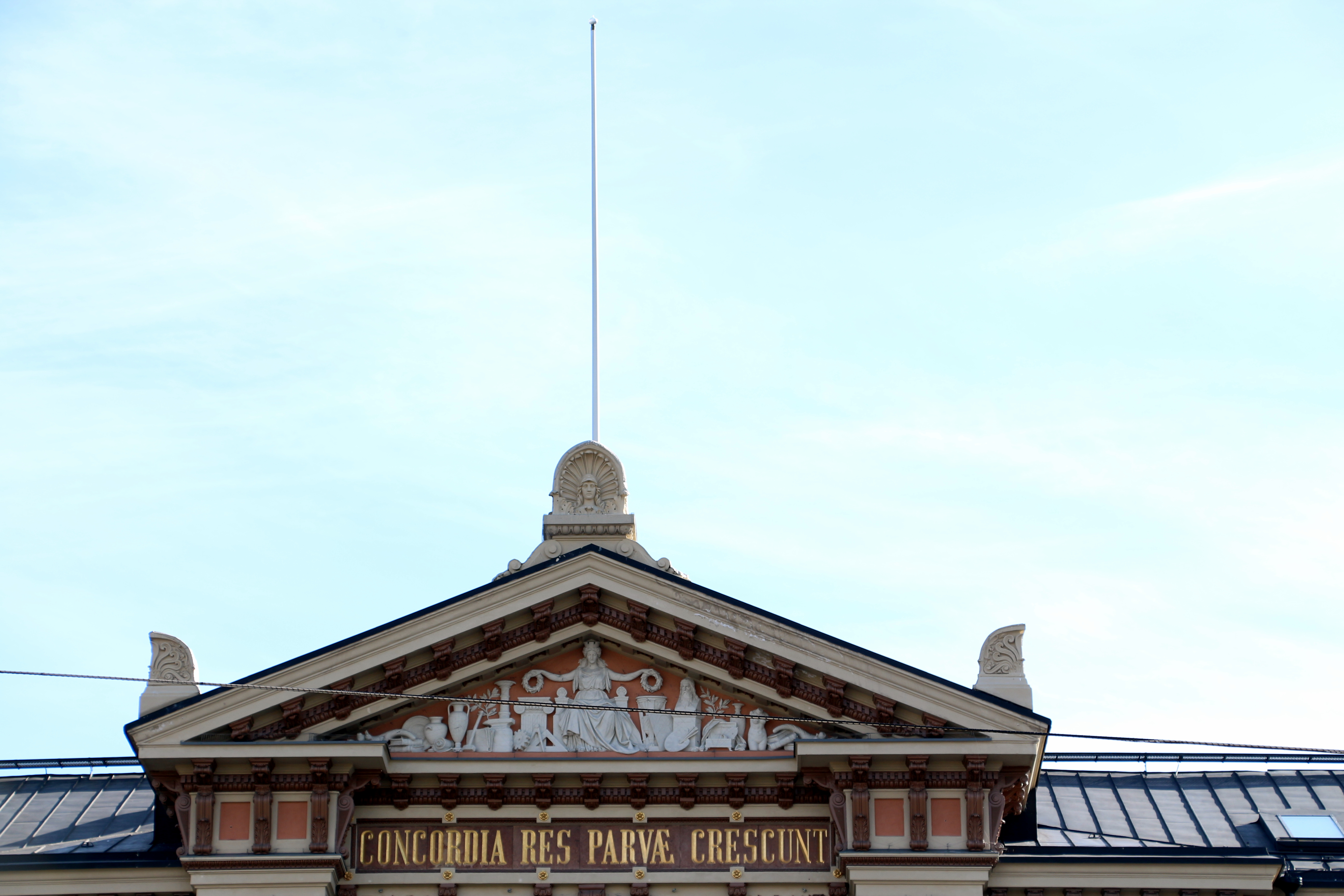
正面ファサード最上部のペディメント。アテーナーの足もとに金文字で刻んだラテン語の格言が見える。

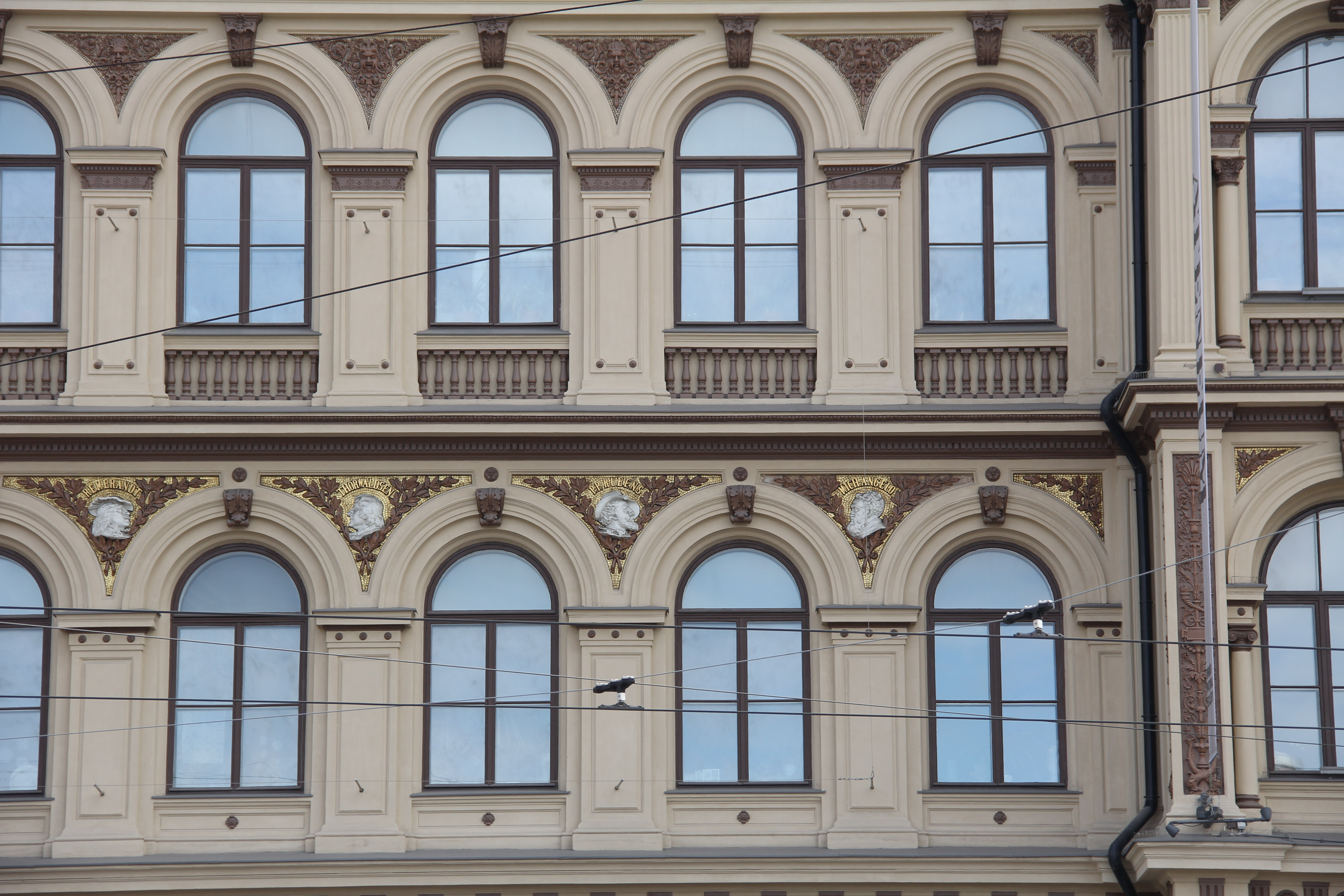
窓の間に逆三角形の紋章飾りを並べ、芸術家の肖像を施す。

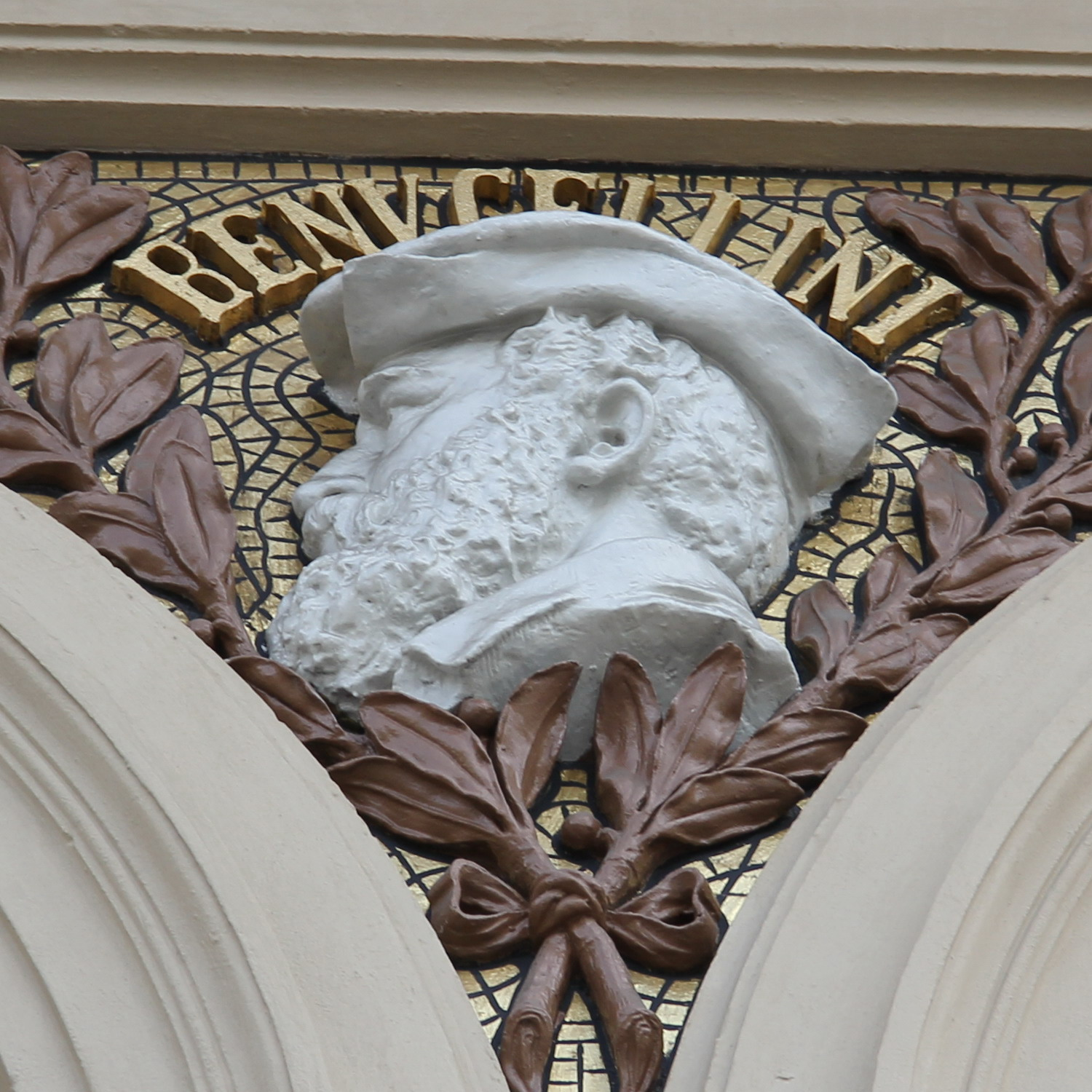
10番目の紋章飾りはベンヴェヌート・チェッリーニの肖像（Ville Vallgren 作、1887年）。

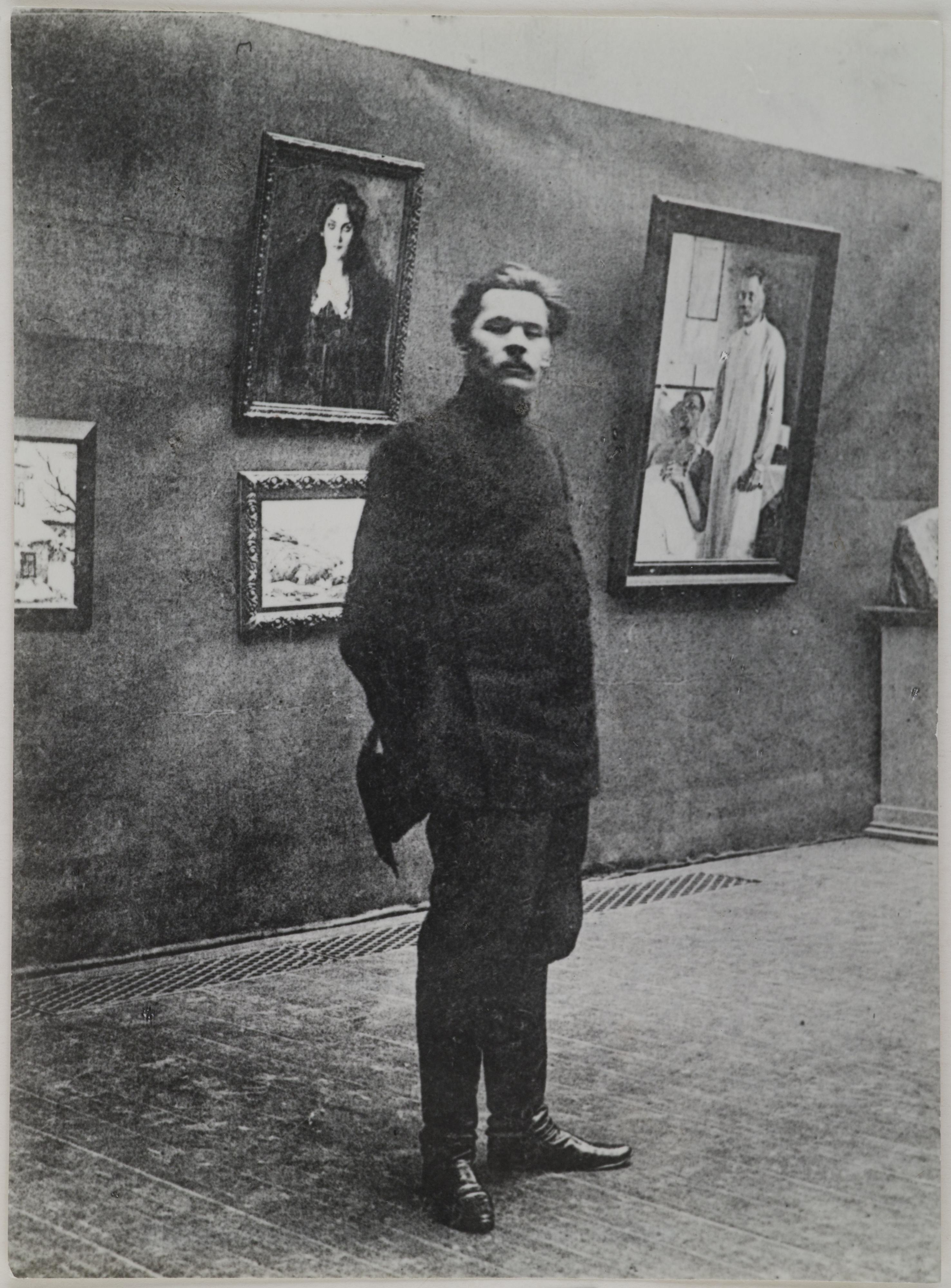
政治亡命中のマクシム・ゴーリキー。芸術家のつてをたどり、アクセリ・ガッレン＝カッレラのヘルシンキの画室に身を寄せる。 (アテネウム、1906年頃)

ファサードの2階部分は、窓と窓の間の壁面にメダリオン (紋章飾り) を並べ、フィンランド人および国際的な芸術家の肖像を浮き彫りで表現する。以下に全16人を示す。
| アーティスト                              | 領域          | 生没年    | 国                  |
| ----------------------------------------- | ------------- | --------- | ------------------- |
| en:Werner Holmberg                        | 画家          | 1830-1860 | フィンランド        |
| ロベルト・ヴィルヘルム・エクマン          | 画家          | 1808-1873 | フィンランド        |
| en:Aleksander Lauréus                     | 画家          | 1783-1823 | フィンランド        |
| ユーハン・トービアス・セルゲル            | 彫刻家        | 1740-1814 | スウェーデン        |
| レンブラント                              | 画家          | 1606-1696 | オランダ            |
| ベルテル・トルバルセン                    | 彫刻家        | 1770-1844 | デンマーク          |
| ルーベンス                                | 画家          | 1577-1640 | オランダ            |
| ミケランジェロ                            | 画家/彫刻家   | 1475-1569 | イタリア            |
| en:Erwin von Steinbach                    | 建築家        | 1244-1318 | ドイツ              |
| ベンヴェヌート・チェッリーニ              | 宝石商/彫刻家 | 1500-1571 | イタリア            |
| ジュール・アルドゥアン＝マンサール        | 建築家        | 1646-1708 | フランス            |
| ベルナール・パリッシー                    | 陶芸家        | 1510-1589 | フランス            |
| カール・フリードリッヒ・シンケル          | 建築家        | 1781-1841 | ドイツ              |
| 小ニコデムス・テッシン (フィンランド語版) | 建築家        | 1654-1728 | スウェーデン        |
| en:Carl Ludvig Engel                      | 建築家        | 1778-1840 | ドイツ/フィンランド |
| en:Fredrik Wilhelm Scholander             | 建築家        | 1816-1881 | スウェーデン        |